# Carbon County, Pennsylvania
Carbon County är ett administrativt område i delstaten Pennsylvania i USA. År 2010 hade countyt 65 249 (2010) invånare. Den administrativa huvudorten (county seat) är Jim Thorpe.

## Politik
Carbon County är ett så kallat swing distrikt och det brukar vara jämnt mellan republikanerna och demokraterna i politiska val. I presidentvalet 2016 bröts dock trenden något då republikanernas kandidat vann countyt med 64,7 procent av rösterna mot 30,8 för demokraternas kandidat. Detta är den största segern i countyt för en kandidat sedan valet 1964 och största segern i countyt för en republikansk kandidat genom alla tider.

## Geografi
Enligt United States Census Bureau har countyt en total area på 1 002 km². 987 km² av den arean är land och 16 km² är vatten.

### Angränsande countyn
- Luzerne County - nord
- Monroe County - öst
- Northampton County - sydost
- Lehigh County - syd
- Schuylkill County - sydväst